# Ridder Grootkruis van Eer en Devotie
Ridder (dame) grootkruis van eer en devotie is een voormalige graad in de Orde van Malta, een ridderlijke orde.
De graad werd tot 2001, hoewel zelden, toegekend. Verscheidene leden van de Belgische (waaronder Filip van België) en Nederlandse koninklijke huizen en (voormalige) baljuws of voorzitters van de Nederlandse afdeling van de orde verkregen deze graad.
De mannelijke leden kregen de graad "ridder grootkruis", de vrouwelijke die van "dame grootkruis".